# Convergència Occitana
Convergència Occitana (en occità: Convergéncia Occitana) és un col·lectiu associatiu que aplega una seixantena d'associacions que treballen per la cultura occitana a la regió de Tolosa.
Fou creada el 20 de juliol de 1998 a Tolosa amb l'objectiu de determinar i construir una vertadera política cultural occitana per Tolosa. Aquesta iniciativa cercava l'objectiu d'anar més enllà que la simple preservació o valoració del patrimoni cultural occità, cercava sobretot inscriure's a la modernitat, l'acció i la creació.
Aquesta estructura de sinergia permet a les associacions integrants de dotar-se dels mitjans i la força necessaris per acomplir les seves metes. Un dels primers objectius assolits, en acord amb el municipi de Tolosa, fou la creació de l'Ostal d'Occitània, casa comuna i centre neuràlgic d'aquesta nova dinàmica.
La seva seu, l'Ostal d'Occitània, es troba a l'ostal de Boisson, al carrer de Malcosinat número 11, de Tolosa. Es va inaugurar el 16 de desembre de 2006. En 2012 signà un acord amb la Generalitat de Catalunya per fomentar la llengua i la cultura occitanes. En 2015 ha col·laborat amb el Casal Jaume I de Perpinyà i el col·lectiu SEM Catalunya Nord en diverses trobades sobre la nova divisió regional francesa proposada per François Hollande.

## Col·lectius associats[1]
- Acadèmia de las arts e sciéncias del pastèl
- ADOC Tarn
- Aragon Miègjorn-Pirenèus
- Brancaleone
- Breizh en òc
- Associacion dels cadres catalans de Miègjorn-Pirenèus
- Caireforcs Catars
- Caireforc Cultural Naut Bernat
- Calandreta de Castanet Tolosan
- Calandreta de Còsta Pavada
- Federacion de las Calandretas de Nauta Garona
- Federacion de las Calandretas de Miègjorn-Pirenèus
- Calandreta de País Murethin
- Calandreta de Sant Çubran
- Centre d'Estudis de la Literatura Occitana
- Cèrcle Ramon Llull
- Centre de Formacion Professionala de Miègjorn-Pirenèus
- Centre regional d'estudis Occitans (CREO) de Tolosa
- Centre regional d'estudis Occitans (CREO) de Nauta Garona
- Collègi d'Occitània
- Comèdia occitana tolzana
- Compagnie Arthémuses 31
- D'arts e d'òc
- Companhons del paratge
- Coordinacion Occitània musicala
- Escambiar
- Escòla occitana d'estiu
- Fabrique Giscard
- Festenal Deodat de Severac de Sant Elix de Lauragués
- Flama Catara
- Fondacion Occitània
- Institut d'Estudis Occitans (IEO) Nacional
- IEO Miègjorn-Pirenèus
- IEO 31
- Infoc
- Institut Occitània al-Andalus
- La poesia
- Letras d'òc
- Lo jaç
- Lo poton de Tolosa
- Mantenença de Lengadòc
- Med'Òc Tolosa
- Musica d'Òc
- Occitània Television
- Ofici per l'occitan
- Oklahoma-Occitània (OK-Òc)
- Org&com
- Ostal d'Occitània de l'Union
- País de Catinou e Jacouti
- Ràdio Occitània
- RESSOC
- Set de cant
- Talent d'Òc
- Tam-tam
- Teatre Interregional Occitan - La Rampe
- Tolosa Brasil País d'òc
- Tolosa cantèra
- TRIOC
- Vent terral